# Doink the Clown
Doink the Clown is een professionele worstelgimmick gebruikt door Matt Osborne van 1992 tot 1996. Na Osbornes vertrek uit de WWF, werd het karakter door verscheidene worstelaars gespeeld in de onafhankelijke worstelpromoties en enkele verschijningen in de WWE (voorheen bekend als WWF).

## In het worstelen
- Finishers
  - Whoopie Cushion
  - Stump Puller

## Prestaties
- Allied Powers Wrestling Federation
  - APWF Television Championship (1 keer)

- International Wrestling Association
  - IWA United States Heavyweight Championship (1 keer)

- NWA Southwest
  - NWA Southwest Television Championship (1 keer)

- Regional Championship Wrestling
  - RCW United States Tag Team Championship (1 keer met Jay Love)

- Wrecking Ball Wrestling
  - WBW Heavyweight Championship (1 keer)

- Wrestling Observer Newsletter awards
  - Most Embarrassing Wrestler (1994)
  - Worst Feud of the Year (1994) vs. Jerry Lawler
  - Worst Worked Match of the Year (1994) met Dink, Pink en Wink vs. Jerry Lawler, Sleazy, Queasy en Cheesy op Survivor Series